# Christoph Höcker
Christoph Höcker (* 1957 in Kiel; † 3. Mai 2022 in Augsburg) war ein deutscher Klassischer Archäologe, Architekturhistoriker und freiberuflicher Sachbuchautor.

## Leben
Christoph Höcker studierte ab 1977 Klassischen Archäologie, Alte Geschichte und Vor- und Frühgeschichte an der Universität Hamburg. 1990 wurde er bei Burkhard Fehr promoviert und war dann von 1993 bis 1997 am Archäologischen Institut der Universität Hamburg als wissenschaftlicher Mitarbeiter tätig. Seit 1995 war er Mitherausgeber der Zeitschrift Hephaistos. Von 1996 bis 2003 war er zusammen mit Burkhard Fehr und Dietrich Willers Mitherausgeber des Neuen Pauly – Enzyklopädie der Antike mit Zuständigkeit für den Bereich der Architekturgeschichte, zudem auch für die antike Sachkultur. Von 2001 bis 2014 hatte er einen Lehrauftrag am Institut für Geschichte und Theorie der Architektur im Department für Architektur an der ETH Zürich, den er wegen der Annahme der Eidgenössischen Volksinitiative «Gegen Masseneinwanderung» aufgab. Von 2009 bis 2010 war er Lehrbeauftragter am Institut für Archäologie der Universität Bern; seit 1999 hatte er verschiedene Lehraufträge an der Universität Augsburg.
Fachliche Schwerpunkte von Christoph Höcker waren die Architekturgeschichte der Antike, das Nachleben der Antike in Mittelalter und Neuzeit und die Vermittlung von Altertumswissenschaft an ein breiteres Publikum. Er schrieb zahlreiche Sachbücher zu Themen der Antike und Reiseführer.

## Schriften
- Antike Gemmen (= Kataloge der Staatlichen Kunstsammlungen Kassel. Nr. 15). Staatlichen Kunstsammlungen Kassel, Melsungen 1988.
- Planung und Konzeption der klassischen Ringhallentempel von Agrigent. Überlegungen zur Rekonstruktion von Bauentwürfen des 5. Jhs. v. Chr. Verlag Peter Lang, Frankfurt/Main 1993, ISBN 3-631-45853-3 (Dissertation).
- mit Lambert Schneider: Phidias. Rowohlt, Reinbek/Hamburg 1993.
- mit Lambert Schneider: Griechisches Festland. Antike und Byzanz, Islam und Klassizismus zwischen Korinthischem Golf und nordgriechischem Bergland (= DuMont Kunst Reiseführer). DuMont, Köln 1996; 5. Auflage Dumont Reiseverlag, Ostfildern 2011, ISBN 978-3-7701-2936-2.
- Antikes Rom. DuMont Buchverlag, Köln 1997, Neuauflage: 2005. Hörbuch 2007
- Golf von Neapel und Kampanien (= DuMont Kunst Reiseführer). DuMont Buchverlag, Köln 1999 (zahlreiche Neuauflagen).
- Griechische Antike. DuMont Buchverlag, Köln 1999, Neuauflage 2006, Hörbuch 2007.
- Architektur. DuMont Buchverlag, Köln 2000 (zahlreiche Neuauflagen und Ausgabe in anderen Ländern).
- mit Lambert Schneider: Die Akropolis von Athen. Eine Kunst- und Kulturgeschichte. Wissenschaftliche Buchgesellschaft, Darmstadt 2001.
- Metzler Lexikon Antike Architektur. Sachen und Begriffe. Verlag J. B. Metzler, Stuttgart 2004, ISBN 978-3-476-01967-7.
- Rom (= Reclam Städteführer Architektur und Kunst). Verlag Philipp Reclam jun., Stuttgart 2008.
- London (= Reclam Städteführer Architektur und Kunst). Verlag Philipp Reclam jun., Stuttgart 2008.